# La Vierge de Bogota

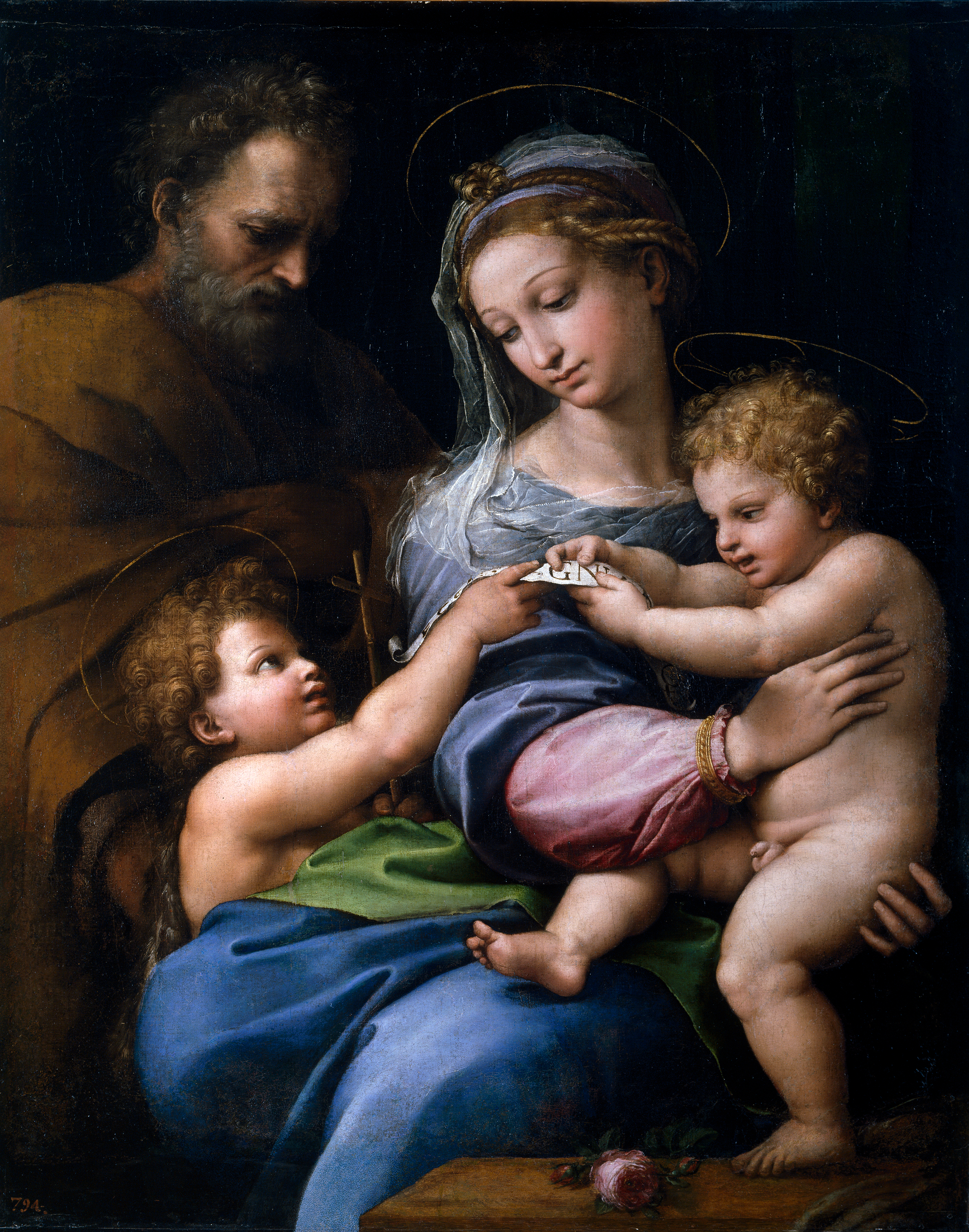
La Vierge à la rose, Musée du Prado

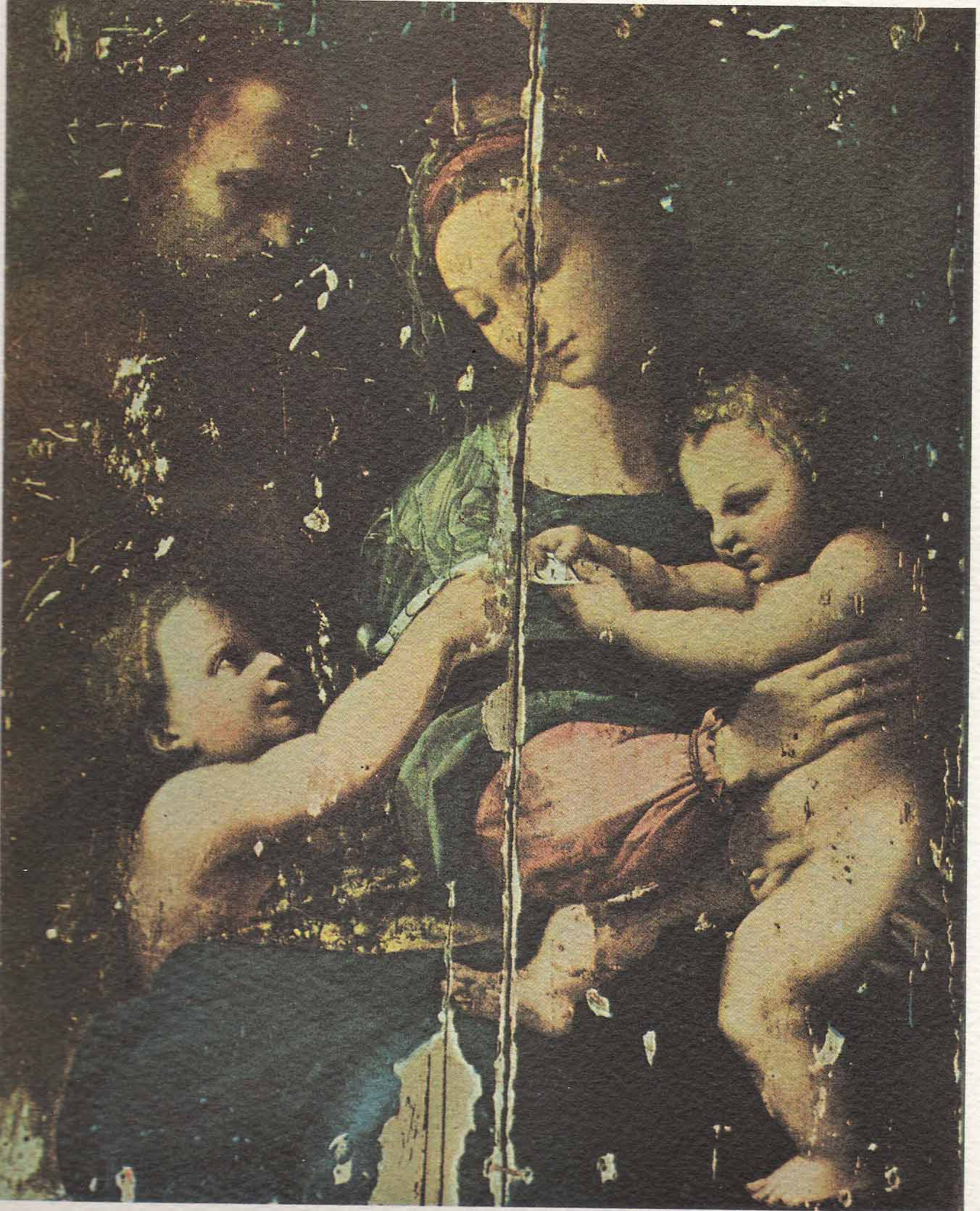
La Vierge de Bogota avant restauration.

La Vierge de Bogota   est une peinture religieuse redécouverte en 1938 à Bogota en Colombie, qui a été attribuée à Raphaël.
Le tableau est actuellement conservé dans une collection privée.

## Histoire
La Vierge de Bogota est un tableau de la Vierge à l'Enfant, redécouvert fortuitement à Bogotá en Colombie en 1938.
En 1938, Maria Mendoza, une amie de maître Santiago Martinez Delgado a invité celui-ci et son épouse Leonor Concha de Martinez, à son domicile à Bogotá.
Maria Mendoza possédait une peinture qu'elle attribuait à Gregorio Vásquez de Arce y Ceballos, un artiste colombien connu sur lequel Martinez Delgado avait écrit un livre.
Se basant sur le fait que Martinez Delgado était considéré comme un expert en histoire de l'Art et de Gregorio Vasquez de Arce y Ceballos, elle lui a demandé de confirmer l'attribution de l'œuvre.
Santiago Martinez Delgado voyant la peinture, a, comme une évidence, immédiatement attribué celle-ci à Raphaël ou à son école.
Le tableau était en très mauvais état, divisé en deux morceaux maintenus ensemble par un morceau de fil.
Martinez Delgado a pris la peinture afin d'en faire une étude plus approfondie. Après avoir pris des radiographies et d'autres mesures, il fut convaincu que la peinture était un original de Raphaël.
Dès que les informations sur l'existence de cette probable œuvre de Raphaël furent diffusées par la presse, un débat houleux s'est instauré quant à son attribution.
Certains comme le quotidien El Tiempo ont rejeté l'attribution en faisant valoir que c'était une copie d'un tableau de Raphaël La Vierge à la rose conservé au Musée du Prado.
Santiago Martinez Delgado organisa un colloque afin de débattre de la question. L'événement a rassemblé des experts colombiens bien connus comme Enrique Uribe White, Antonio Bergmann, Domingo Otero et Ines Acevedo Biester.
Santiago Martinez a expliqué la provenance et les recherches scientifique faites sur le tableau ayant conduit selon lui à une attribution irrefutable. Il a également révélé que la peinture avait été amenée en Colombie par Caballero Góngora ; en outre, Enrique Restrepo a prouvé que, bien qu'il soit similaire à celui du Prado, le tableau en était différent dans de nombreux aspects.
Le plus important de ces arguments est que la peinture se trouvant dans la chapelle de L'Escurial de Madrid, il était impossible de la copier au XVIe siècle.
Finalement, en 1939 Santiago Martinez a déposé la peinture au Metropolitan Museum of Art de New York et à l'Université Columbia, où il a été étudié par Daniel Catton, Rich A. Sweet, Ruber H. Clark, Leo A. Marzolo (en), , Adolfo Venturiy et Wilhelm Valentiner (en), qui était à ce moment-là à New York pour la Foire internationale.
En juin 1939 la peinture a été confirmée comme un original de Raphaël, appelée « La Madonna de Bogota » et a été emmenée à l'Art Institute de Chicago afin de la restaurer.
Joaquin Piñeros Corpas l'a confirmé en Colombie sur un article paru dans El Tiempo : « Confirmado : Madonna De Bogota Por Rafael Sanzio Urbino ». Plusieurs journaux américains rapportèrent l'information en félicitant Santiago Martinez pour sa découverte.

## Thème
Conformément à l'iconographie chrétienne de la Sainte Famille, le tableau représente Marie et  l'Enfant Jésus accompagnés de Joseph et du petit saint Jean.

## Description
Dans une composition très cadrée sur les personnages (Joseph, à gauche, n'est pas représenté en entier - Jésus enfant à l'extrême droite a son dos parallèle au bord du tableau. Marie soutient le regard pensif tient Jésus en déséquilibre, le pied droit levé, tenant des deux mains un phylactère sur lequel on peut apercevoir quelques lettres, simultanément à Jean enfant qui, n'apparaissant que par le haut de son corps, regarde la Vierge.
La Vierge, porte un voile transparent, le petit saint Jean une auréole discrète, elliptique.

## Sources
- (en) Cet article est partiellement ou en totalité issu de l’article de Wikipédia en anglais intitulé « La Madonna de Bogota (Raphael) » (voir la liste des auteurs).